# Tabebuia aurea
Tabebuia aurea es una especie de fanerógama perteneciente a la familia Bignoniaceae, nativa de Sudamérica en Surinam, Brasil, este de Bolivia, Perú, Paraguay, y norte de Argentina.
En Argentina y Paraguay se la conoce también con el nombre de Paratodo.

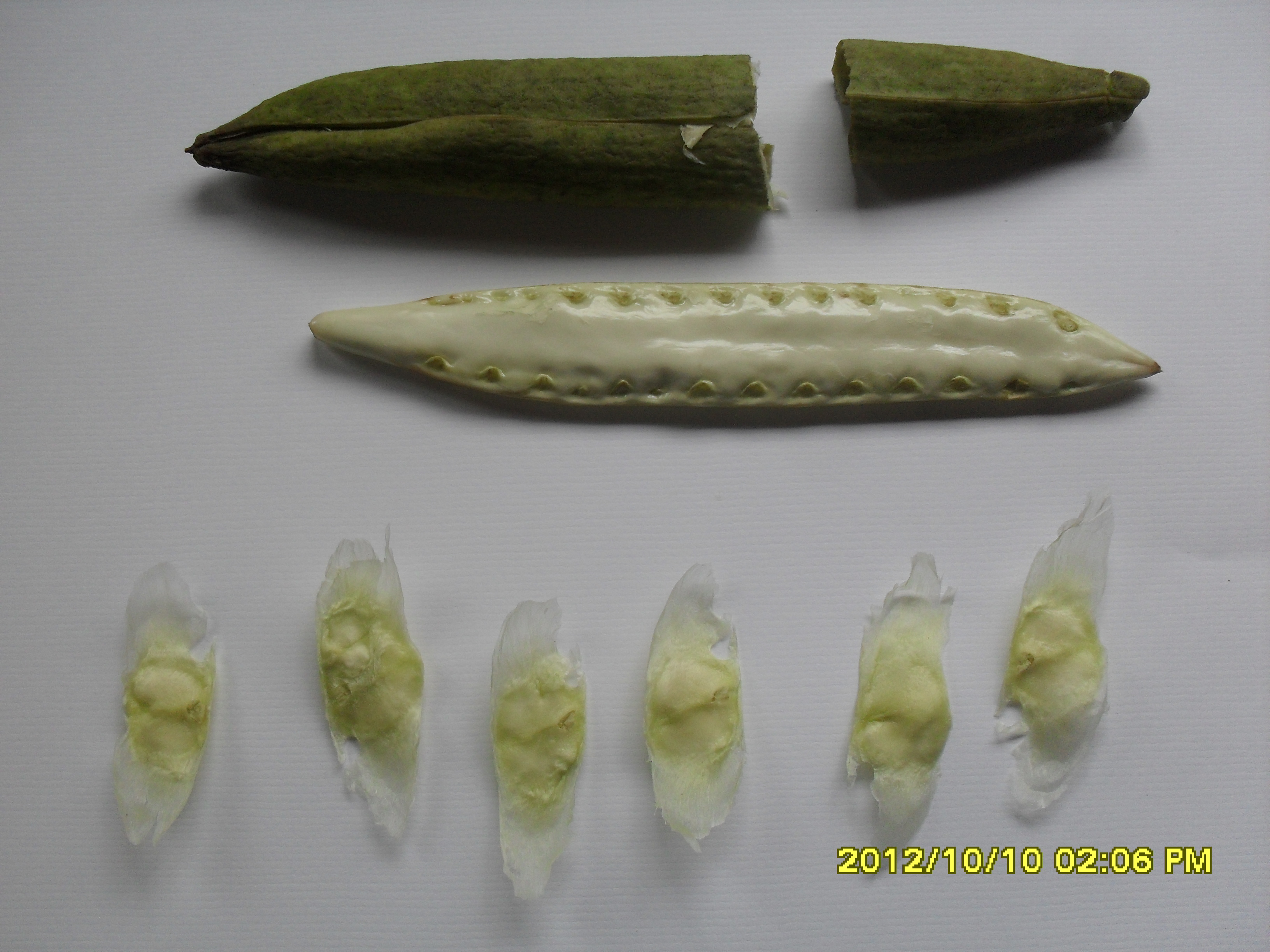
Cápsula y semillas de Tabebuia aurea

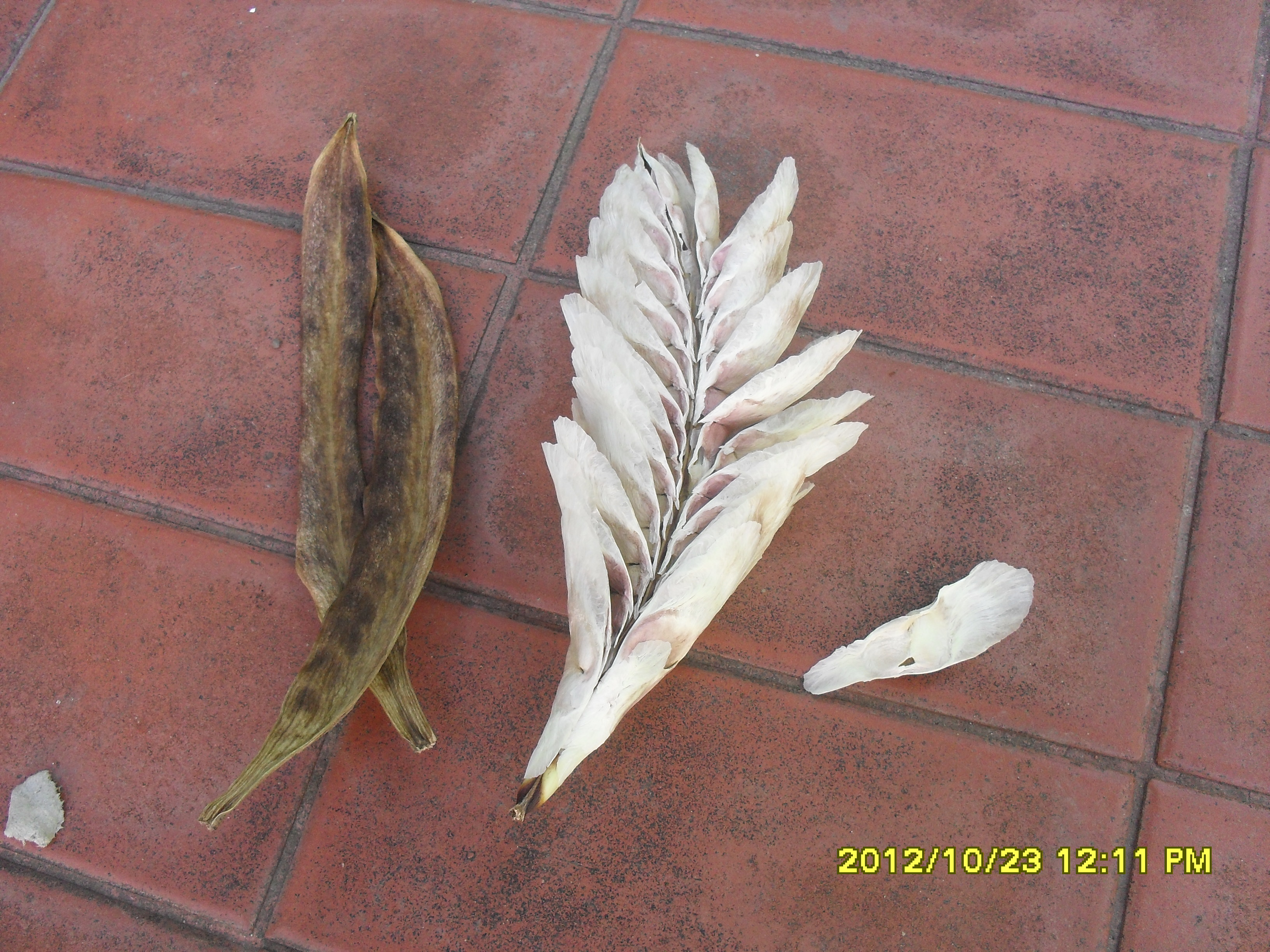
Semilla

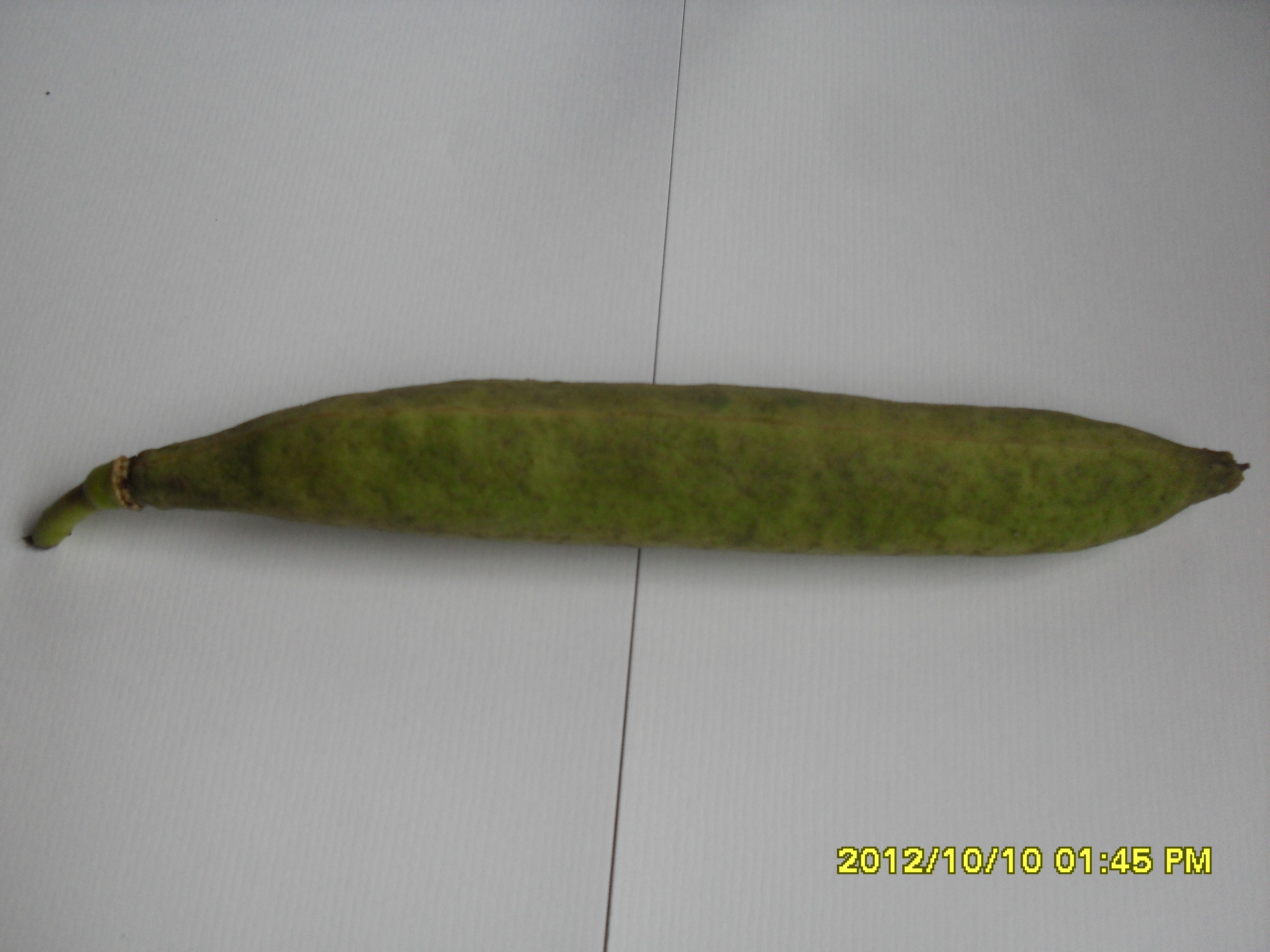
Fruto (vaina)

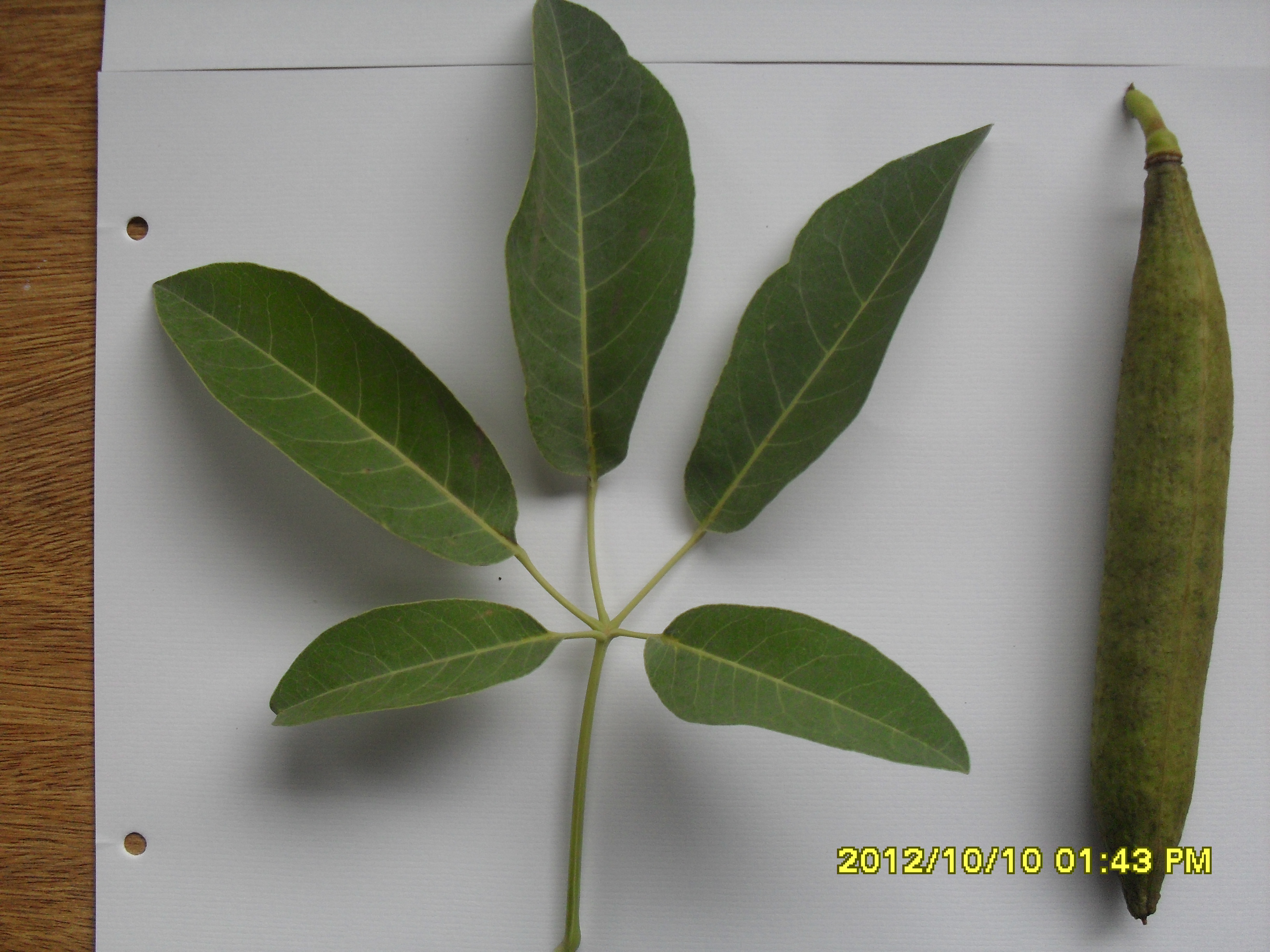
Hoja

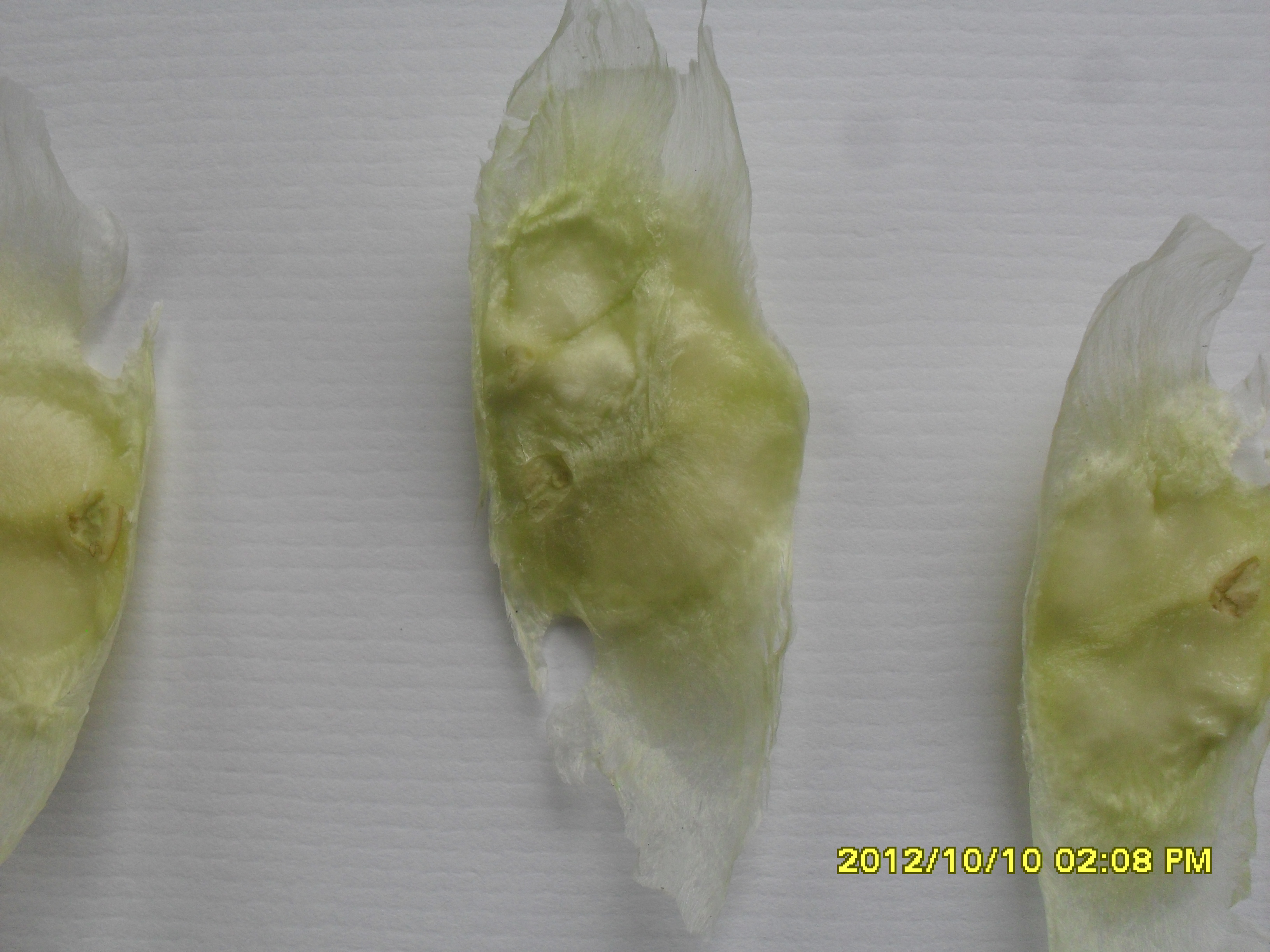
Semilla alada

## Descripción
Es un pequeño árbol caducifolio que alcanza los 8 metros de altura. Las hojas son palmeadas y compuestas con 5-7 alas, cada una de 6–18 cm de longitud, son de color verde con tonos plateados arriba y abajo. Las flores son de color amarillo brillante de 6.5 cm de diámetro que se producen en una panícula colgante. El fruto es una cápsula de 10 cm de longitud.
Es una popular planta ornamental en las regiones tropicales y subtropicales que tiene unas flores espectaculares que se producen al final de la temporada seca.

## Taxonomía
Tabebuia aurea fue descrita por (Silva Manso) Benth. & Hook.f. ex S.Moore y publicado en Transactions of the Linnean Society of London, Botany 4: 423. 1895.
Etimología
Tabebuia: nombre genérico que proviene de su nombre vernáculo brasileño tabebuia, o taiaveruia; 
aurea: epíteto latino que significa (‘color dorado’).
Sinonimia
- Bignonia aurea Silva Manso
- Bignonia squamellulosa DC.
- Couralia caraiba (Mart.) Corr.Méllo ex Stellfeld
- Gelseminum caraiba (Mart.) Kuntze
- Handroanthus caraiba (Mart.) Mattos
- Handroanthus leucophloeus (Mart. ex DC.) Mattos
- Tabebuia argentea (Bureau & K.Schum.) Britton
- Tabebuia caraiba (Mart.) Bureau
- Tabebuia caraiba var. squamellulosa (A. DC.) Bur. & K. Schum.
- Tabebuia suberosa Rusby
- Tecoma argentea Bureau & K.Schum.
- Tecoma aurea (Silva Manso) DC.
- Tecoma caraiba Mart.
- Tecoma caraiba var. grandiflora Hassl.
- Tecoma caraiba var. squamellulosa Bureau & K.Schum.

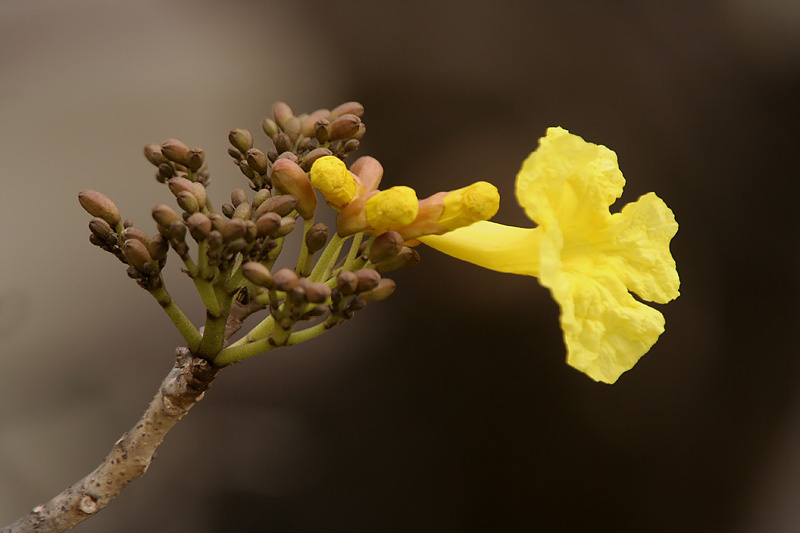
Flores
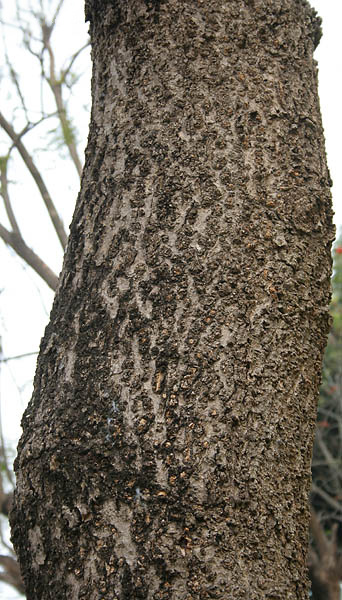
Corteza
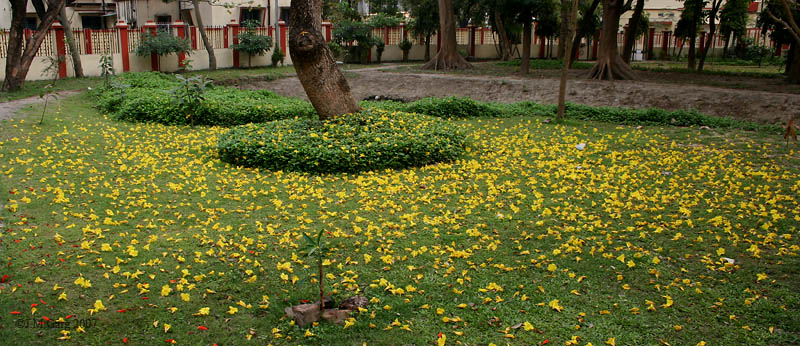
Flores

- Tecoma leucophlaeos Mart. ex DC.
- Tecoma squamellulosa DC.
- Tecoma trichocalycina DC.[5][6]

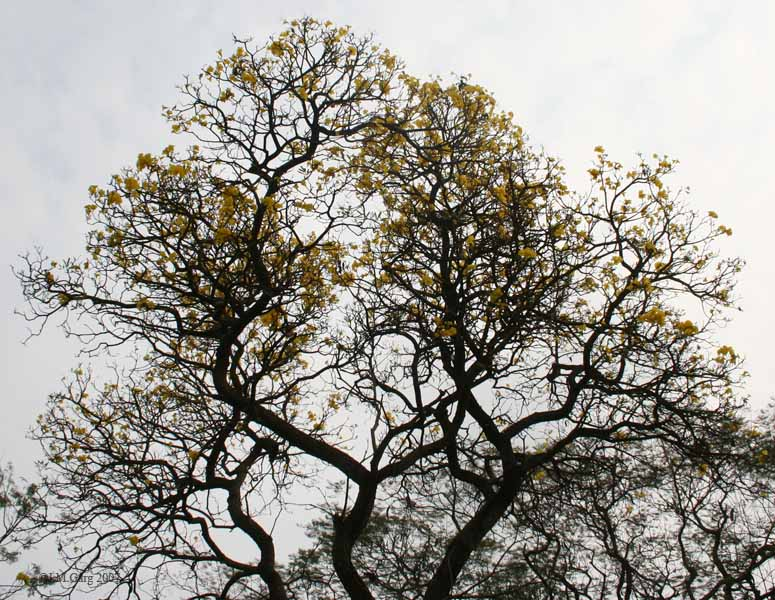
Árbol
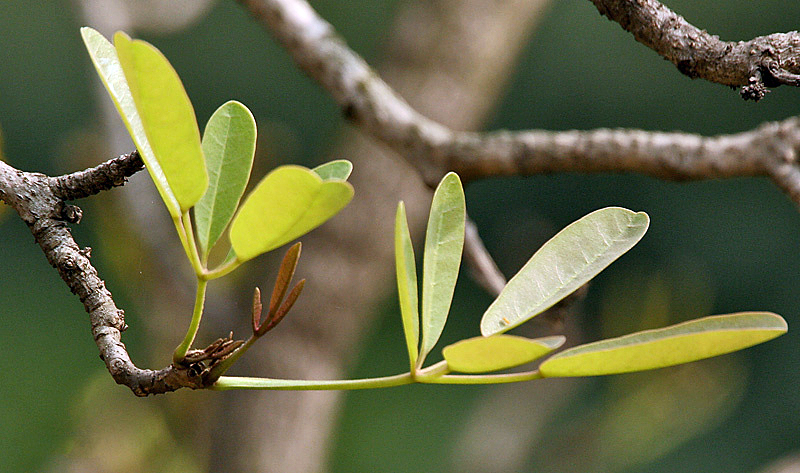
Hojas
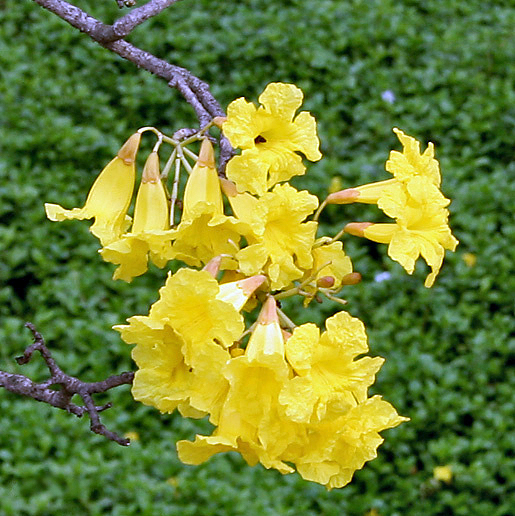
Flores

- Flores
- Corteza
- Flores